# Ivan Krstitelj Rabljanin
Ivan Krstitelj Rabljanin (Rab, oko 1470. – Dubrovnik, 18. svibnja 1540.), znameniti hrvatski ljevač bronce, tehnolog i umjetnik.

## Životopis
Bio je ljevač topova i zvona, lijevao je topove za Italiju, Španjolsku i punih tridesetpet godina za Dubrovačku Republiku. Primitkom u bratovštinu Antunina 1509. godine službeno postaje građanin Republike. Svoj najljepši top salio je 1537. godine kasnije nazvan Gušter, koji je bio jedan od topova kojima je bila naoružana tvrđa Lovrijenac. Godine 1506. salio je najveće zvono, visine i širine 130 cm, gotičkog oblika, za gradski zvonik u Dubrovniku, gdje se i danas nalazi. Natpis na zvonu sastavio je latinist Ilija Crijević. Ivan Krstitelj Rabljanin najveći je hrvatski ljevač bronce u našoj tehničkoj prošlosti, a njegovo znanje i vještina u mnogome su pripomogli u sigurnosti i obrambenoj moći Dubrovačke Republike. Danas u Dubrovniku jedna ulica nosi njegovo ime.

## Vanjske poveznice
- Ivan Krstitelj Rabljanin Hrvatska tehnička enciklopedija, portal hrvatske tehničke baštine. LZMK